# América Dourada
América Dourada est une municipalité brésilienne de l'État de Bahia et la Microrégion d'Irecê.